# Jardin Clémence-Annick-Burgard
Le jardin Clémence-Annick-Burgard est un espace vert municipal du 17e arrondissement de Paris.

## Situation et accès
Il est situé près du 49 rue Pierre-Rebière, le long du passage Rose-Valland, face à la place Blanche-Lefebvre.
Ce site est desservi par la ligne 13 à la station de métro Porte de Clichy et par la ligne 3b du tramway d'Île-de-France à la station Honoré de Balzac.

## Origine du nom
Le jardin rend hommage à la résistante Clémence-Annick Burgard (1923-2019), par délibération du Conseil de Paris.

## Historique
Le jardin a ouvert en 2015 et a pris sa dénomination en 2019.